# Charles Juillard
Charles Juillard (Porrentruy, 17 december 1962) is een Zwitsers politicus voor de Christendemocratische Volkspartij (CVP/PDC) uit het kanton Jura. Hij zetelt sinds 2019 in de Kantonsraad.

## Biografie
Van 1998 tot 2006 zetelde Charles Juillard in het Parlement van Jura. Na zijn verkiezing op 22 december 2006 was hij 1 januari 2007 lid van de Regering van Jura, waar hij het departement Financiën, Justitie en Politie beheerde. In 2010, 2014 en 2016 was hij voorzitter van de Regering.
Bij de parlementsverkiezingen van 20 oktober 2019 werd hij verkozen als lid van de federale Kantonsraad, als opvolger van zijn partijgenote Anne Seydoux-Christe. Na zijn verkiezing op federaal niveau diende hij af te treden als lid van de kantonnale regering van Jura, aangezien de grondwet van het kanton hieromtrent een cumulverbod oplegt. Voor zijn verkiezing was een stemronde voldoende, daar in het kanton Jura de Kantonsraadsleden worden verkozen volgens een proportioneel kiessysteem.